# Dipara sapphirus
Dipara sapphirus – gatunek błonkówki z rodziny Diparidae. Endemit Kenii.

## Taksonomia
Gatunek ten opisany został po raz pierwszy w 2021 roku przez Christopha Brauna i Ralpha S. Petersa na łamach „ZooKeys”. Jako lokalizację typową wskazano Kakamega Forest w Kenii. Epitet gatunkowy oznacza po łacinie „szafir”.

## Morfologia samicy
Błonkówka o ciele długości od 1667 do 2432 µm i ubarwieniu głównie ciemnobrązowym.
Okrągła, około 1,3 raza szersza niż wysoka głowa ma gładkie i pomiędzy przyoczkami metalicznie niebieskie ciemię oraz rowkowano-siateczkowaną w części górnej i siateczkowaną w części dolnej twarz. Blisko siebie osadzone czułki mają białe środek trzonka i dosiebną połowę nóżki, bladożółtobiałą buławkę, ciemnobrązowe zaś pozostałe człony biczyka oraz nasadową i wierzchołkową część trzonka.
Mezosoma jest przysadzista. Wąskie i krótkie przedplecze jest siateczkowane po bokach, gładkie zaś pośrodku i przy tylnym brzegu. Tarcza śródplecza jest pośrodku gładka, po bokach zaś siateczkowana. Notauli nie zbiegają się. Axillae są gładkie. Tarczka śródplecza ma siateczkowany przód i gładki tył. Metalicznie błękitny połysk obecny jest po bokach tarczy i tarczki oraz w tyle tarczy między notauli. Skrzydła są w pełni wykształcone, nieskrócone. Odnóża przedniej pary mają białe biodra, krętarze i nasady ud, a dalej są żółtawobrązowe, środkowej pary są żółtawobrązowe z żółtawobiałymi nasadami ud i goleni, a tylnej pary białe z brązowymi odsiebnymi 2/3 ud oraz żółtawobrązowymi wierzchołkami goleni i stopami. Pozatułów jest gładki pośrodku i poprzecznie żeberkowany po bokach.
Metasoma ma krótki do średnio długiego, żebrowato-marszczony pomostek. Gaster w połowie pokryty jest pierwszym tergitem. Siódmy tergit ma żółtawobrązowy przód. Pokładełko ma ciemnobrązową osłonkę.

## Ekologia i występowanie
Owad afrotropikalny, znany wyłącznie z Kakamega Forest w Kenii. Spotykany na rzędnych od 1580 do 1676 m n.p.m. Zasiedla ściółkę.